# Nonie Darwish

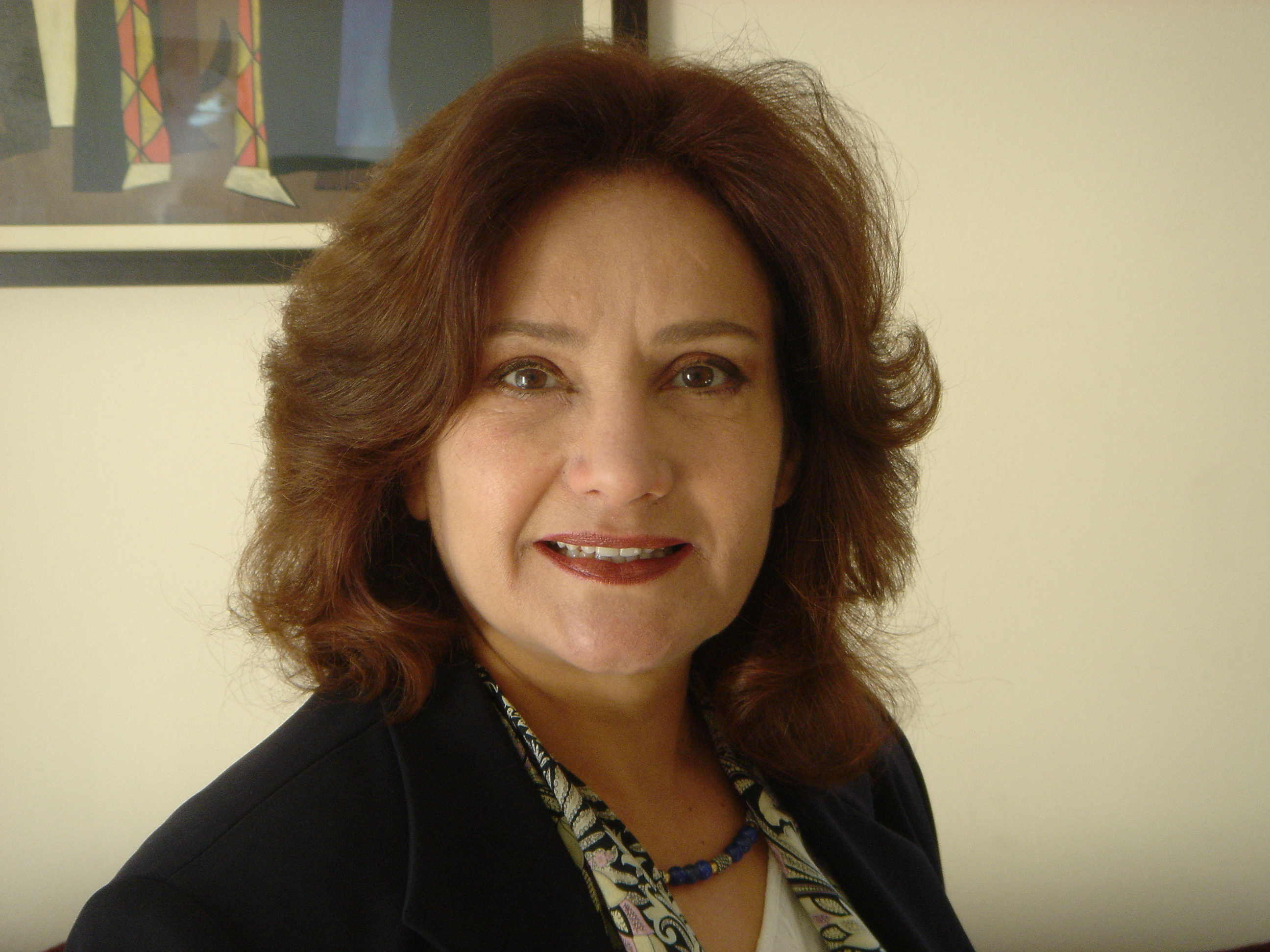
Nonie Darwish

Nonie Darwish (arabisch نوني درويش Nuni Darwisch, * 1949 in Kairo, Ägypten) ist eine ägyptisch-US-amerikanische Islamkritikerin, Gründerin von Arabs for Israel und Direktorin von Former Muslims United und versteht sich als Menschenrechtsaktivistin. Sie ist Tochter eines Leutnants des ägyptischen Militärs, der von Gamal Abdel Nasser als Schahid bezeichnet wurde, weil er bei einer gezielten Tötungsaktion der Streitkräfte Israels im Jahre 1956 ums Leben kam. Darwish macht eine „Nahöstliche islamische Kultur und die Hasspropaganda, die Kindern von der Geburt an eingetrichtert wird,“ für seinen Tod verantwortlich. Im Jahre 1978 zog sie mit ihrem Mann in die Vereinigten Staaten und konvertierte zum Christentum. Seit den Terroranschlägen vom 11. September 2001 schreibt sie über Themen, die mit dem Islam verbunden sind.

## Leben
Nonie Darwish wurde im Jahre 1949 in Kairo als Nahid Mustafa Hafiz Darwisch geboren. Ihre Familie zog in den 1950er Jahren nach Gaza, wo ihr Vater die palästinensischen Fedajin gründete. Mit dieser Terroreinheit tötete ihr Vater viele israelische Zivilisten. Im Juli 1956, als Darwish acht Jahre alt war, wurde ihr Vater durch eine Briefbombe der israelischen Streitkräfte getötet. Dies machte ihn zum sogenannten „Schahid“. Darwish erklärt, dass Gamal Abdel Nasser nach dem Tod ihres Vaters gesagt habe: 

„Welcher von euch wird den Tod eures Vaters rächen, indem er Juden tötet?“

 Sie erklärt, dass die Behauptung der Palästinenser, dass es keinen Terrorismus vor dem Sechstagekrieg gab, falsch sei, da ihr Vater bereits vor diesem Krieg ein Terrorist gewesen sei.

Nach dem Tod ihres Vaters zog sich Darwish zurück nach Kairo, ging auf eine weiterführende katholische Schule und erhielt einen Doktortitel der Amerikanischen Universität Kairo in Soziologie und Anthropologie. Danach war sie Übersetzerin für einen Nachrichtendienst, emigrierte in die Vereinigten Staaten und wurde Christin. Seit dem 11. September schreibt sie über islamischen Extremismus und das – in ihren Augen – Schweigen der gemäßigten Muslime. Sie sagt: 

„Nur weil ich für Israel bin, heißt das nicht, dass ich anti-arabisch bin. Ich meine, dass meine Kultur verzweifelt Reformen aus dem Inneren heraus braucht.“

Als sie gefragt wurde, wie man gemäßigte Muslime ermuntern könne, sich gegen den Terrorismus zu stellen, antwortete Darwish: 

„Nach dem 11. September stellten sich nur wenige arabische und muslimische Amerikaner gegen den Terror … Muslimische Gruppen in den Vereinigten Staaten versuchen uns zum Schweigen zu bringen und schüchtern amerikanische Universitäten ein, die uns für Reden einladen. Ich erzähle muslimischen Studenten oft, dass arabische Amerikaner, die sich gegen den Terrorismus stellen, nicht das Problem sind, sondern die Terroristen, die den Islam in Verruf bringen. Der Westen muss sich die politisch inkorrekten Fragen stellen und wir arabischen und muslimischen Amerikaner schulden ihnen ehrliche Antworten.“

Darwish verneint, dass sie die Autorin des Essays „Die Freuden der muslimischen Frauen“ sei. Aber sie hält diesen Text für richtig.
Sie sprach schon vor einem Ausschuss des Senates der Vereinigten Staaten und vor dem Europäischen Parlament. Mehrere US-Universitäten luden sie zu Reden ein, die dann doch nicht gehalten werden durften.

## Ansichten zum Islam
Darwish glaubt, der Islam sei eine autoritäre Ideologie, die versuche, die Werte und Normen der Arabischen Halbinsel des 7. Jahrhunderts in der ganzen Welt durchzusetzen. Sie schreibt, dass der Islam eine „böse Kraft“ sei, der entgegengetreten werden müsse und die einzudämmen sei. Sie räumt ein, dass es schwer zu begreifen sei, wie „eine ganze Religion und Kultur glaubt, Gott gebe ihr den Befehl die Ungläubigen zu töten.“ Sie erklärt, dass der Islam und die Scharia eine rückständige Ideologie bilden würden, die viel zum Elend auf der Welt beitrügen.
Sie erklärt, dass der Koran ein Buch sei, welches zu „Gewalt und Diskriminierung aufruft“ sowie dass Gewalt gegen Frauen, Diskriminierung von Homosexuellen, Ehrenmorde, das Köpfen von Apostaten und Steinigungen, direkt aus dem Koran heraus kämen.

## Araber für Israel
Nonie Darwish ist eine engagierte Unterstützerin Israels und hat die Gruppe Arabs for Israel gegründet, welche aus Arabern, aber auch sonstigen Muslimen besteht.

## Auszeichnungen
- Clare Boothe Luce Policy Institute „Woman of Exceptional Courage“ Award.[18]

## Veröffentlichte Werke
- N. Darwish: Now They Call Me Infidel: Why I Renounced Jihad for America, Israel, and the War on Terror. Sentinel HC, 2006, ISBN 978-1-59523-031-7.
- N. Darwish: Cruel and Usual Punishment: The Terrifying Global Implications of Islamic Law. Thomas Nelson, Nashville, Tenn. 2009, ISBN 978-1-59555-161-0.
- N. Darwish: The Devil We Don't Know: The Dark Side of Revolutions in the Middle East. John Wiley & Sons, Hoboken NJ 2012, ISBN 978-1-118-13339-2.